# Taulant Xhaka
Taulant Ragip Xhaka (pronuncia albanese: [ˈdʒaka]; Basilea, 28 marzo 1991) è un ex calciatore svizzero naturalizzato albanese, di ruolo centrocampista o difensore.

## Biografia
Xhaka è nato a Basilea da genitori albanesi emigrati in Svizzera  da una zona rurale dell’Albania al confine con il Kosovo nei primi anni '90.
È il fratello maggiore del calciatore Granit Xhaka che, al contrario di Taulant, ha scelto di continuare a rappresentare la nazionale elvetica.

## Carriera

### Club

#### Basilea
Cresciuto nelle giovanili del Basilea, fa il suo debutto ufficiale in prima squadra in campionato nel 201. Una volta promosso in prima squadra però colleziona solo 15 presenze tra campionato, coppa nazionale e coppe europee, quindi viene mandato a giocare in prestito per avere più continuità.

#### Il prestito al Grasshoppers
Il 18 gennaio 2012, il Basilea lo cede in prestito per una stagione e mezza al Grasshoppers fino al termine della stagione successiva. Qui gioca con continuità e conclude la sua esperienza col Grasshoppers con la vittoria della Coppa Svizzera vinta nella stagione 2012-2013, e con 43 presenze tra campionato e coppa nazionale, ed a fine stagione ritorna al Basilea.

#### Ritorno al Basilea
Nel luglio 2013 ritorna al Basilea dopo il prestito, e questa volta si guadagna il posto da titolare, giocando anche in Champions League ed in Europa League e vince anche la Super League svizzera nella stagione 2013-2014.
Il 9 gennaio 2015 il Basilea annuncia di aver rinnovato il contratto del giocatore (che era in scadenza nel 2015) fino al 30 giugno 2018.

### Nazionale
Gioca la sua prima partita con la nazionale svizzera Under-21 a Tbilisi il 7 ottobre 2011 in occasione della partita valida per le Qualificazioni agli Europei del 2013 contro la Georgia Under-21.
Dopo aver giocato per le varie rappresentative minori svizzere, arrivando fino alla nazionale svizzera Under-21, nel[2013 sceglie di giocare definitivamente per la nazionale albanese. Nella sua scelta hanno inciso anche le sue origini kosovari-albanesi.
Fa il suo esordio ufficiale il 7 settembre 2014 ad Aveiro, nella partita valida per le qualificazioni agli Europei 2016 contro il Portogallo, partita poi vinta dall'Albania per 0-1.
Viene convocato per gli Europei 2016 in Francia. Nella prima delle tre gare della fase a gironi, nella gara contro la Svizzera, gioca anche contro suo fratello Granit, militante nella nazionale elvetica.
Il 15 novembre 2021, a due anni di distanza dall'ultima presenza, annuncia il suo ritiro dalla nazionale.

## Statistiche

### Presenze e reti nei club
Statistiche aggiornate al 9 maggio 2023
| Stagione            | Squadra             | Campionato          | Campionato | Campionato | Coppe nazionali | Coppe nazionali | Coppe nazionali | Coppe continentali | Coppe continentali | Coppe continentali | Altre coppe | Altre coppe | Altre coppe | Totale | Totale |
| Stagione            | Squadra             | Comp                | Pres       | Reti       | Comp            | Pres            | Reti            | Comp               | Pres               | Reti               | Comp        | Pres        | Reti        | Pres   | Reti   |
| ------------------- | ------------------- | ------------------- | ---------- | ---------- | --------------- | --------------- | --------------- | ------------------ | ------------------ | ------------------ | ----------- | ----------- | ----------- | ------ | ------ |
| 2008-2009           | Basilea U-21        | 1L                  | 11         | 1          | -               | -               | -               | -                  | -                  | -                  | -           | -           | -           | 11     | 1      |
| 2009-2010           | Basilea U-21        | 1L                  | 23         | 2          | -               | -               | -               | -                  | -                  | -                  | -           | -           | -           | 23     | 2      |
| 2010-gen. 2011      | Basilea U-21        | 1L                  | 17         | 3          | -               | -               | -               | -                  | -                  | -                  | -           | -           | -           | 17     | 3      |
| Totale Basilea II   | Totale Basilea II   | Totale Basilea II   | 51         | 6          |                 | -               | -               |                    | -                  | -                  |             | -           | -           | 51     | 6      |
| gen.-giu. 2011      | Basilea             | SL                  | 6          | 0          | CS              | 3               | 0               | UCL+UEL            | 1+0                | 0                  | -           | -           | -           | 10     | 0      |
| 2011-gen. 2012      | Basilea             | SL                  | 4          | 0          | CS              | 2               | 0               | UCL                | 2                  | 0                  | -           | -           | -           | 8      | 0      |
| gen.-giu. 2012      | Grasshoppers        | SL                  | 13         | 0          | CS              | 1               | 0               | -                  | -                  | -                  | -           | -           | -           | 14     | 0      |
| 2012-2013           | Grasshoppers        | SL                  | 25         | 0          | CS              | 4               | 0               | -                  | -                  | -                  | -           | -           | -           | 29     | 0      |
| Totale Grasshoppers | Totale Grasshoppers | Totale Grasshoppers | 38         | 0          |                 | 5               | 0               |                    | -                  | -                  |             | -           | -           | 43     | 0      |
| 2013-2014           | Basilea             | SL                  | 23         | 2          | CS              | 4               | 0               | UCL+UEL            | 10+5               | 0                  | -           | -           | -           | 42     | 2      |
| 2014-2015           | Basilea             | SL                  | 29         | 1          | CS              | 4               | 0               | UCL                | 7                  | 0                  | -           | -           | -           | 40     | 1      |
| 2015-2016           | Basilea             | SL                  | 24         | 0          | CS              | 1               | 0               | UCL+UEL            | 2+10               | 0                  | -           | -           | -           | 37     | 0      |
| 2016-2017           | Basilea             | SL                  | 30         | 0          | CS              | 3               | 0               | UCL                | 6                  | 0                  | -           | -           | -           | 39     | 0      |
| 2017-2018           | Basilea             | SL                  | 23         | 1          | CS              | 5               | 1               | UCL                | 6                  | 1                  | -           | -           | -           | 34     | 3      |
| 2018-2019           | Basilea             | SL                  | 29         | 0          | CS              | 4               | 0               | UCL+UEL            | 0+1                | 0                  | -           | -           | -           | 34     | 0      |
| 2019-2020           | Basilea             | SL                  | 32         | 0          | CS              | 3               | 0               | UCL+UEL            | 2+10               | 0                  | -           | -           | -           | 47     | 0      |
| 2020-2021           | Basilea             | SL                  | 0          | 0          | CS              | 0               | 0               | UEL                | -                  | -                  | -           | -           | -           | 0      | 0      |
| 2021-2022           | Basilea             | SL                  | 25         | 1          | CS              | 2               | 1               | UECL               | 8                  | 0                  | -           | -           | -           | 35     | 2      |
| 2022-2023           | Basilea             | SL                  | 20         | 0          | CS              | 4               | 0               | UECL               | 12                 | 0                  | -           | -           | -           | 36     | 0      |
| Totale Basilea      | Totale Basilea      | Totale Basilea      | 245        | 5          |                 | 35              | 2               |                    | 70                 | 1                  |             | -           | -           | 362    | 8      |
| Totale carriera     | Totale carriera     | Totale carriera     | 314        | 11         |                 | 36              | 2               |                    | 70                 | 1                  |             | -           | -           | 456    | 14     |

### Cronologia presenze e reti in nazionale
| Cronologia completa delle presenze e delle reti in nazionale ― Albania | Cronologia completa delle presenze e delle reti in nazionale ― Albania | Cronologia completa delle presenze e delle reti in nazionale ― Albania | Cronologia completa delle presenze e delle reti in nazionale ― Albania | Cronologia completa delle presenze e delle reti in nazionale ― Albania | Cronologia completa delle presenze e delle reti in nazionale ― Albania | Cronologia completa delle presenze e delle reti in nazionale ― Albania | Cronologia completa delle presenze e delle reti in nazionale ― Albania |
| Data                                                                   | Città                                                                  | In casa                                                                | Risultato                                                              | Ospiti                                                                 | Competizione                                                           | Reti                                                                   | Note                                                                   |
| ---------------------------------------------------------------------- | ---------------------------------------------------------------------- | ---------------------------------------------------------------------- | ---------------------------------------------------------------------- | ---------------------------------------------------------------------- | ---------------------------------------------------------------------- | ---------------------------------------------------------------------- | ---------------------------------------------------------------------- |
| 7-9-2014                                                               | Aveiro                                                                 | Portogallo                                                             | 0 – 1                                                                  | Albania                                                                | Qual. Euro 2016                                                        | -                                                                      | 34’                                                                    |
| 11-10-2014                                                             | Elbasan                                                                | Albania                                                                | 1 – 1                                                                  | Danimarca                                                              | Qual. Euro 2016                                                        | -                                                                      | 82’                                                                    |
| 14-10-2014                                                             | Belgrado                                                               | Serbia                                                                 | 0 – 3 tav                                                              | Albania                                                                | Qual. Euro 2016                                                        | -                                                                      |                                                                        |
| 29-3-2015                                                              | Elbasan                                                                | Albania                                                                | 2 – 1                                                                  | Armenia                                                                | Qual. Euro 2016                                                        | -                                                                      |                                                                        |
| 4-9-2015                                                               | Copenaghen                                                             | Danimarca                                                              | 0 – 0                                                                  | Albania                                                                | Qual. Euro 2016                                                        | -                                                                      | 86’                                                                    |
| 7-9-2015                                                               | Elbasan                                                                | Albania                                                                | 0 – 1                                                                  | Portogallo                                                             | Qual. Euro 2016                                                        | -                                                                      |                                                                        |
| 8-10-2015                                                              | Elbasan                                                                | Albania                                                                | 0 – 2                                                                  | Serbia                                                                 | Qual. Euro 2016                                                        | -                                                                      |                                                                        |
| 11-10-2015                                                             | Erevan                                                                 | Armenia                                                                | 0 – 3                                                                  | Albania                                                                | Qual. Euro 2016                                                        | -                                                                      |                                                                        |
| 13-11-2015                                                             | Pristina                                                               | Kosovo                                                                 | 2 – 2                                                                  | Albania                                                                | Amichevole                                                             | -                                                                      | 77’                                                                    |
| 16-11-2015                                                             | Tirana                                                                 | Albania                                                                | 2 – 2                                                                  | Georgia                                                                | Amichevole                                                             | -                                                                      | 57’                                                                    |
| 26-3-2016                                                              | Vienna                                                                 | Austria                                                                | 2 – 1                                                                  | Albania                                                                | Amichevole                                                             | -                                                                      | 86’                                                                    |
| 3-6-2016                                                               | Bergamo                                                                | Albania                                                                | 1 – 3                                                                  | Ucraina                                                                | Amichevole                                                             | -                                                                      | 46’                                                                    |
| 11-6-2016                                                              | Lens                                                                   | Albania                                                                | 0 – 1                                                                  | Svizzera                                                               | Euro 2016 - 1º turno                                                   | -                                                                      | 62’                                                                    |
| 15-6-2016                                                              | Marsiglia                                                              | Francia                                                                | 2 – 0                                                                  | Albania                                                                | Euro 2016 - 1º turno                                                   | -                                                                      | 74’                                                                    |
| 31-8-2016                                                              | Scutari                                                                | Albania                                                                | 0 – 0                                                                  | Marocco                                                                | Amichevole                                                             | -                                                                      | 61’                                                                    |
| 5-9-2016                                                               | Scutari                                                                | Albania                                                                | 2 – 1                                                                  | Macedonia                                                              | Qual. Mondiali 2018                                                    | -                                                                      |                                                                        |
| 9-10-2016                                                              | Scutari                                                                | Albania                                                                | 0 – 2                                                                  | Spagna                                                                 | Qual. Mondiali 2018                                                    | -                                                                      | 75’                                                                    |
| 12-11-2016                                                             | Elbasan                                                                | Albania                                                                | 0 – 3                                                                  | Israele                                                                | Qual. Mondiali 2018                                                    | -                                                                      | 49’ 82’                                                                |
| 6-10-2017                                                              | Alicante                                                               | Spagna                                                                 | 3 – 0                                                                  | Albania                                                                | Qual. Mondiali 2018                                                    | -                                                                      | 26’                                                                    |
| 13-11-2017                                                             | Adalia                                                                 | Turchia                                                                | 2 – 3                                                                  | Albania                                                                | Amichevole                                                             | -                                                                      |                                                                        |
| 26-3-2018                                                              | Elbasan                                                                | Albania                                                                | 0 – 1                                                                  | Norvegia                                                               | Amichevole                                                             | -                                                                      |                                                                        |
| 7-9-2018                                                               | Elbasan                                                                | Albania                                                                | 1 – 0                                                                  | Israele                                                                | UEFA Nations League 2018-2019 - 1º turno                               | 1                                                                      |                                                                        |
| 10-9-2018                                                              | Glasgow                                                                | Scozia                                                                 | 2 – 0                                                                  | Albania                                                                | UEFA Nations League 2018-2019 - 1º turno                               | -                                                                      |                                                                        |
| 10-10-2018                                                             | Elbasan                                                                | Albania                                                                | 0 – 0                                                                  | Giordania                                                              | Amichevole                                                             | -                                                                      | 46’                                                                    |
| 14-10-2018                                                             | Be'er Sheva                                                            | Israele                                                                | 2 – 0                                                                  | Albania                                                                | UEFA Nations League 2018-2019 - 1º turno                               | -                                                                      |                                                                        |
| 17-11-2018                                                             | Scutari                                                                | Albania                                                                | 0 – 4                                                                  | Scozia                                                                 | UEFA Nations League 2018-2019 - 1º turno                               | -                                                                      |                                                                        |
| 20-11-2018                                                             | Elbasan                                                                | Albania                                                                | 1 – 0                                                                  | Galles                                                                 | Amichevole                                                             | -                                                                      | 36’                                                                    |
| 22-3-2019                                                              | Scutari                                                                | Albania                                                                | 0 – 2                                                                  | Turchia                                                                | Qual. Euro 2020                                                        | -                                                                      | 86’                                                                    |
| 25-3-2019                                                              | Andorra la Vella                                                       | Andorra                                                                | 0 – 3                                                                  | Albania                                                                | Qual. Euro 2020                                                        | -                                                                      | 67’                                                                    |
| 8-6-2019                                                               | Reykjavík                                                              | Islanda                                                                | 1 – 0                                                                  | Albania                                                                | Qual. Euro 2020                                                        | -                                                                      | 72’                                                                    |
| 7-9-2019                                                               | Saint-Denis                                                            | Francia                                                                | 4 – 1                                                                  | Albania                                                                | Qual. Euro 2020                                                        | -                                                                      | 73’ 78’                                                                |
| Totale                                                                 |                                                                        | Presenze (45º posto)                                                   | 31                                                                     |                                                                        | Reti (51º posto)                                                       | 1                                                                      |                                                                        |

## Palmarès

### Club

#### Competizioni nazionali
- Campionato svizzero: 6

Basilea: 2010-2011, 2013-2014, 2014-2015, 2015-2016, 2016-2017, 2024-2025
- Coppa Svizzera: 4

Grasshoppers: 2012-2013
Basilea: 2016-2017, 2018-2019, 2024-2025